# روش تکرارشونده
در ریاضیات محاسباتی، یک روش تکرارشونده (به انگلیسی: Iterative method)، یک روش ریاضی است که از یک مقدار اولیه برای تولید دنباله‌ای از راه‌حل‌های تقریبی بهبودیافته برای یک دسته از مسائل استفاده می‌کند، که در آن تقریب n-ام از موارد پیشین مشتق شده‌است.
در مورد دستگاه معادلات خطی، دو دسته اصلی روش‌های تکرارشونده عبارتند از روش‌های تکرارشونده ثابت، و روش‌های عمومی‌تر در زیرفضای کریلوف.